# Judith Bunting
Judith Bunting (ur. 27 listopada 1960) – brytyjska polityk i producentka telewizyjna, posłanka do Parlamentu Europejskiego IX kadencji.

## Życiorys
Ukończyła studia z zakresu chemii w Fitzwilliam College na Uniwersytecie w Cambridge. Przez około dwadzieścia lat pracowała w BBC jako dziennikarka i producentka programów dokumentalnych, m.in. w ramach naukowych serii Tomorrow's World i Horizon. Była nominowana do nagrody Grierson Award w kategorii najlepszy dokument naukowy za wyprodukowany dla National Geographic Channel film The Neanderthal Code. Później związana z Flashing Lights Media, w jej ramach zajęła się produkcją wyświetlanego w CBeebies programu dla dzieci Magic Hands, którego prezenterzy używali brytyjskiego języka migowego.
Działaczka Liberalnych Demokratów, kandydowała z ramienia tej partii do Izby Gmin. W wyborach w 2019 uzyskała mandat eurodeputowanej IX kadencji.